# Polydore Veirman
Polydore Jules Léon Veirman (født 23. februar 1881 i Gent, død 1951) var en belgisk roer, som deltog i to olympiske lege i begyndelsen af 1900-tallet.
Veirman var med i den belgiske otter (fra klubben Royal Club Nautique de Gand) ved OL 1908 i London. Her vandt belgierne først over en britisk båd fra Cambridge i semifinalen, men i finalen mod en anden britisk båd fra Leander Club blev de besejret med omkring to længder og måtte nøjes med andenpladsen (der officielt ikke blev belønnet med medaljer ved disse lege). Den belgiske båds øvrige besætning blev udgjort af Oscar Taelman, Rémy Orban, Marcel Morimont, Georges Mijs, François Vergucht, Oscar de Somville, Rodolphe Poma og styrmand Alfred van Landeghem.
Ved OL 1912 i Stockholm roede han singlesculler. Først roede han et heat helt alene, derpå roede han i kvartfinalen mod ungarske József Mészarós. Her tabte han først, men heatet blev efter roet om, og her vandt Veirman, som derpå i semifinalen besejrede russeren Mart Kuusik. I finalen var han oppe mod britiske Wally Kinnear, der vandt klart, så Veirman endte med sølvmedaljen.
Veirman vandt senere i 1912 europamesterskabet i singlesculler.